# Roscommon County
Roscommon County ist ein County im Bundesstaat Michigan der Vereinigten Staaten. Der Verwaltungssitz (County Seat) ist Roscommon. Das U.S. Census Bureau hat bei der Volkszählung 2020 eine Einwohnerzahl von 23.459 ermittelt.

## Geographie
Das County liegt im mittleren Norden der Unteren Halbinsel von Michigan und hat eine Fläche von 1502 Quadratkilometern, wovon 151 Quadratkilometer Wasserfläche sind. Es grenzt im Uhrzeigersinn an folgende Countys: Crawford County, Ogemaw County, Gladwin County, Clare County und Missaukee County.

## Geschichte
Roscommon County wurde 1840 aus Teilen des Mackinac County und freiem Territorium gebildet. Benannt wurde es nach dem County Roscommon in Irland.
Ein Bauwerk des Countys ist im National Register of Historic Places eingetragen (Stand 28. Januar 2018), die Eggleston School.

## Demografische Daten

Alterspyramide des Roscommon Countys (Stand: 2000)

Nach der Volkszählung im Jahr 2000 lebten im Roscommon County 25.469 Menschen in 11.250 Haushalten und 7.616 Familien. Die Bevölkerungsdichte betrug 19 Einwohner pro Quadratkilometer. Ethnisch betrachtet setzte sich die Bevölkerung zusammen aus 97,99 Prozent Weißen, 0,32 Prozent Afroamerikanern, 0,64 Prozent amerikanischen Ureinwohnern, 0,19 Prozent Asiaten, 0,04 Prozent Bewohnern aus dem pazifischen Inselraum und 0,10 Prozent aus anderen ethnischen Gruppen; 0,72 Prozent stammten von zwei oder mehr Ethnien ab. 0,80 Prozent der Bevölkerung waren spanischer oder lateinamerikanischer Abstammung.
Von den 11.250 Haushalten hatten 21,9 Prozent Kinder unter 18 Jahren, die bei ihnen lebten. 56,7 Prozent waren verheiratete, zusammenlebende Paare, 7,7 Prozent waren allein erziehende Mütter und 32,3 Prozent waren keine Familien. 28,1 Prozent waren Singlehaushalte und in 14,0 Prozent lebten Menschen im Alter von 65 Jahren oder darüber. Die Durchschnittshaushaltsgröße betrug 2,23 und die durchschnittliche Familiengröße lag bei 2,69 Personen.
20,0 Prozent der Bevölkerung waren unter 18 Jahre alt. 5,5 Prozent zwischen 18 und 24 Jahre, 21,4 Prozent zwischen 25 und 44 Jahre, 29,3 Prozent zwischen 45 und 64 Jahre und 23,8 Prozent waren 65 Jahre oder älter. Das Durchschnittsalter betrug 47 Jahre. Auf 100 weibliche Personen kamen 96,9 männliche Personen. Auf 100 Frauen im Alter von 18 Jahren und darüber kamen statistisch 94,3 Männer.
Das jährliche Durchschnittseinkommen eines Haushalts betrug 30.029 USD, das Durchschnittseinkommen einer Familie 35.757 USD. Männer hatten ein Durchschnittseinkommen von 31.878 USD, Frauen 20.549 USD. Das Prokopfeinkommen betrug 17.837 USD. 8,6 Prozent der Familien und 12,4 Prozent der Bevölkerung lebten unterhalb der Armutsgrenze.